# Силантьєв Ігор Ігорович
І́гор І́горович Сила́нтьєв (нар. 3 січня 1991, Одеса, Українська РСР) — український футболіст, нападник кропивницької «Зірки». Відомий також виступами у складі одеського «Чорноморця», деяких юнацьких збірних України, зокрема U-16 та U-17, а також молодіжної збірної України. У складі «Чорноморця» футболіст став срібним призером першої ліги чемпіонату України сезону 2010–2011 років.

## Життєпис

### Клубна кар'єра

#### Перші роки
Ігор Ігорович Силантьєв народився 3 січня 1991 року у місті Одеса. Вихованець СДЮШОР «Чорноморець». Першим тренером футболіста став Віктор Захарович Зубков. У дитячій юнацькій футбольній лізі Ігор грав не тільки у дитячій команді клубу «моряків» але й у складі команди місцевої ДЮСШ-11. Виступаючи на юнацькому рівні, футболіст за три роки, з 2005 року по 2008 рік, провів 56 матчів, де забив 28 м'ячів.

#### «Чорноморець»
Згодом юний футболіст почав долучатися до ігор молодіжного складу клубу. Так протягом сезонів 2007–2008, 2008–2009 та 2009–2010 років Силантьєв відіграв 54 матчі у першості дублерів, де забив 13 голів. Також Ігор два рази долучався до ігор основного складу, однак виходив на заміну тільки наприкінці матчів. На той час основна команда одеського клубу виступала у Прем'єр-лізі України. Свій перший матч у вищому дивізіоні чемпіонату Силантьєв провів 4 квітня 2009 року. На той час команду головував колишній футболіст Віктор Гришко, що його було призначено на цю посаду у листопаді минулого року. Матч, де вперше виступив Ігор проходив на стадіоні «Спартак», що в Одесі, проти сімферопольської «Таврії». Ігор вийшов на поле на 84-й хвилині матчу, замінивши Анатолія Діденко. Щоправда, того дня одеська команда програла з рахунком 2:0. Відігравши ще в одному матчі декілька хвилин Ігор більше довгий час не виходив на поле. Наступного сезону команда показала ще гірші результати, ніж у минулому, посівши 15-те місце з шістнадцяти і вилетів у першу лігу.
Перейшовши до нижчої ліги, клуб позбувся права мати свою команду на молодіжному чемпіонаті, а отже, Силантьєв почав грати за фарм-клуб, що грав у другій лізі чемпіонату. Там футболіст зіграв дев'ять матчів, не забивши жодного м'яча, однак, також зіграв 12 матчі в основному складі, де забив два голи. Наприкінці 2010 року, 16 листопада, тренерський штаб одеської команди очолив Роман Григорчук. Робота фахівця була видна вже наприкінці сезону — команда посіла відразу друге місце у лізі, підвищившись у класі та повернувшись до елітного дивізіону. Наступного сезону футболіст встиг відіграти сім матчів в основній команді й дев'ять матчів у дублі, забивши чотири м'ячі. Однак, 23 березня перед матчем з полтавською Восклою, що мав статися через два дні Силантьєв прийняв препарат «Атенолол-H», що є допінгом. За словами футболіста, він прийняв цей препарат задля того, щоб скрити наявність у крові алкоголю, який він прийняв напередодні тренування ввечері на вечірці. Через це футболіста було дискваліфіковано від участі у змаганнях на чотири місяці. Відбувши термін, футболіст у сезоні 2012–2013 років провів всього-лише один матч в основному складі й одинадцять матчів у дублі, забивши два голи. Однак, згодом покинув клуб.

#### «Зірка»
З жовтня 2013 року Силантьєв виступає у складі кропивницької «Зірки», куди перейшов на правах вільного агента. Свій перший матч у клубі Ігор провів 2 листопада того ж року проти охтирського «Нафтовика-Укрнафта», вийшовши на поле на 80-й хвилині матчу, замінивши Ярослава Галенка. Того дня кропивничани виграли з рахунком 2:1.

### Збірна
Футболіст виступав у декількох юнацьких збірних України. Зокрема, у U-16 та U-17, де провів 10 матчів, забивши два голи й 14 матчів, забивши три голи відповідно. У молодіжній збірній України Силантьєв дебютував 22 січня 2012 року проти молодіжної збірної Латвії, вийшовши на перших хвилинах матчу, й був замінений на початку другого тайму Антоном Шевчуком. Матч проходив у рамках Кубку Співдружності. Того дня українці виграли з рахунком 2:0.

## Статистика виступів
| «Зірка» К                                                                                            | 1Л                | 13-14             | 3  | 0 | 0 | 0 | -  | -  | -  | 3   | 0  |
| «Зірка» К                                                                                            | Всього            | Всього            | 3  | 0 | 0 | 0 |    | 0  | 0  | 3   | 0  |
| «Чорноморець» О                                                                                      | ПЛ                | 12-13             | 1  | 0 | 0 | 0 | ПД | 11 | 2  | 12  | 2  |
| «Чорноморець» О                                                                                      | ПЛ                | 11-12             | 7  | 0 | 0 | 0 | МП | 9  | 4  | 16  | 4  |
| «Чорноморець» О                                                                                      | 1Л                | 10-11             | 12 | 2 | 0 | 0 | -  | -  | -  | 21  | 2  |
| «Чорноморець» О                                                                                      | ПЛ                | 09-10             | 0  | 0 | 0 | 0 | ПД | 24 | 3  | 24  | 3  |
| «Чорноморець» О                                                                                      | ПЛ                | 08-09             | 2  | 0 | 0 | 0 | ПД | 21 | 9  | 23  | 9  |
| «Чорноморець» О                                                                                      | ВЛ                | 07-08             | 0  | 0 | 0 | 0 | ПД | 9  | 1  | 9   | 1  |
| «Чорноморець» О                                                                                      | Всього            | Всього            | 22 | 2 | 0 | 0 |    | 74 | 19 | 74  | 19 |
| «Чорноморець-2» О                                                                                    | 2Л                | 10-11             | 9  | 0 | 0 | 0 | -  | -  | -  | 9   | 0  |
| «Чорноморець-2» О                                                                                    | Всього            | Всього            | 9  | 0 | 0 | 0 |    | 0  | 0  | 9   | 0  |
| Всього за кар'єру                                                                                    | Всього за кар'єру | Всього за кар'єру | 34 | 2 | 0 | 0 |    | 74 | 19 | 108 | 21 |
| ВЛ — вища ліга; ПД — першість дублерів; ПЛ — Прем'єр-ліга; 1Л — перша ліга; МП — молодіжна першість. |                   |                   |    |   |   |   |    |    |    |     |    |
| Останнє оновлення 22 січня 2014                                                                      |                   |                   |    |   |   |   |    |    |    |     |    |

## Титули та досягнення
«Чорноморець» Одеса:
- Срібний призер першої ліги чемпіонату України (1): 2010–2011.